# IV. Fülöp spanyol király
IV. Fülöp (ismert ragadványnevén: Nagy Fülöp vagy „Bolygókirály”, spanyolul: Felipe el Grande vagy „el Rey Planeta”; Valladolid, Spanyolország, 1605. április 8. – Madrid, Spanyolország, 1665. szeptember 17.), Spanyolország királya 1621-től 1665-ben bekövetkezett haláláig, valamint az utolsó Habsburg, aki a Portugália királya címet viselte (III. Fülöp néven, portugálul: Filipe III) 1640-es trónfosztásáig. Több mint negyvennégy éves uralkodása a harmadik leghosszabb regnálásnak számít a spanyol történelemben.
Fülöp volt III. Fülöp spanyol király legidősebb fia, aki másod-unokatestvérétől, Ausztriai Margittól született. Apja 1621-es halálával örökölte a Spanyol Birodalom trónját. Uralkodása alatt a spanyol művészetek nagy pártfogója volt, olyan ismert alkotók mecénása lett, mint Diego Velázquez. Regnálása végére birodalma 4,7 millió négyzetmérföldön terült el. Azonban országa más tekintetben hanyatlásnak indult: az ő regnálása alatt zajlott a harmincéves háború, amelyben Spanyolország a Német-római Birodalom és a Katolikus Liga oldalán harcolt, komoly kiadásokat jelentett és elmélyítette a szomszédos Franciaországgal fennálló konfliktushelyzetet, továbbá az ő uralma alatt vívta ki magának függetlenségét Portugália.

## Korai évek

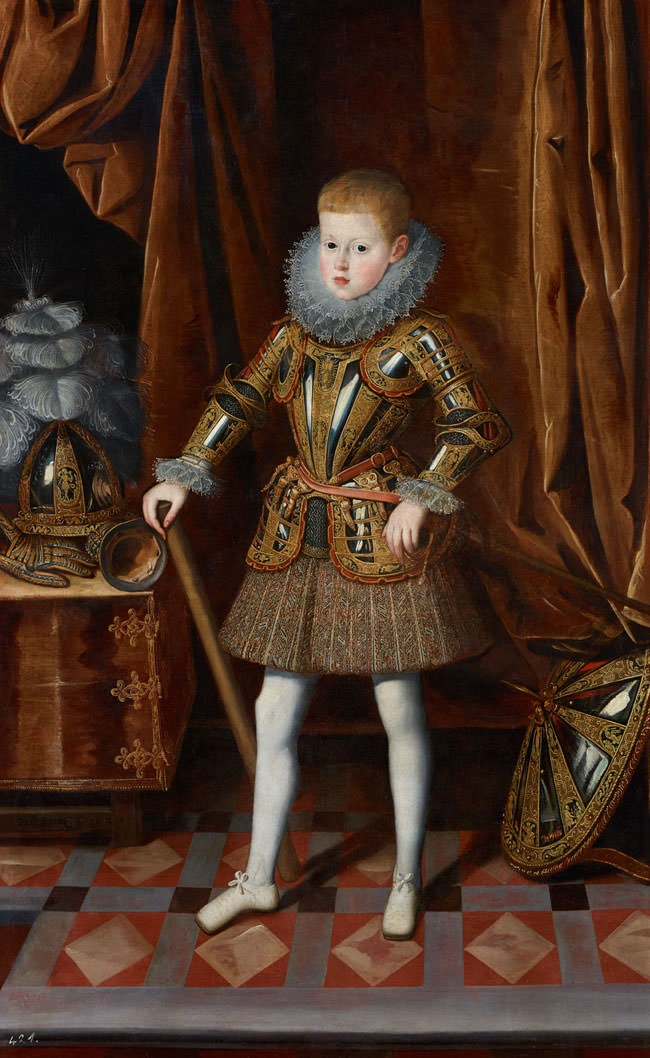
Az ifjú Fülöp infáns, mint Asztúria hercege 1612-ben (Bartolomé González y Serrano, San Lorenzo de El Escorial)

Felipe Domingo Víctor de la Cruz néven született 1605. április 8-án, a valladolidi királyi palotában. Ő volt III. Fülöp spanyol király és Ausztriai Margit királyné harmadik gyermeke, egyben első fia. Legidősebb nővére Anna Mária Mauricia volt, fiatalabb nővérét azonban nem ismerhette, mivel az egyhónapos korában elhunyt.
Szüleinek további öt gyermeke született: Mária Anna infánsnő 1606-ban, majd egy évvel később Károly, és 1609-ben Ferdinánd infáns. Két legfiatalabb testvérük azonban gyermekkorukban meghaltak.
Apja és anyja a Habsburg-ház évszázados hagyományainak megfelelően közeli rokoni házasságokból származtak, ők maguk is rokoni kapcsolatban álltak, másodfokú unokatestvérei voltak egymásnak.
Keresztelőjére hét hetes korában került sor a Szent Pál-kolostortemplomban, Valladolidban. A szertartást Bernardo de Sandoval toledói bíboros-érsek végezte, míg a csecsemő Fülöpöt apja kegyence, Lerma hercege vitte személyesen a szenteltvízhez. Keresztszülei unokatestvére, Piemont hercege, valamint nővére, Anna infánsnő lettek.

## Uralkodása (1621–65)
1621. március 31-én apja halála után foglalta el a spanyol trónt. Uralkodása harmadik évében, 1623-ban miniszterére, Olivares hercegre bízta a kormányt, és az ő követelésére a hanyatló Spanyolország az osztrák Habsburgok oldalán részt vett a harmincéves háborúban. Népelnyomó uralma ellen több felkelés is kitört, melyek közül a portugáliai sikerrel is járt, és 1640-ben az ország függetlenségének helyreállítására vezetett. A gyengülő Spanyolország ellen a felemelkedő Franciaország az 1648-as vesztfáliai békeszerződés után is folytatta a háborút, amelynek végén, 1659-ben a Fácánok szigetén a Mazarin által diktált feltételekkel megkötötték a pireneusi békeszerződést. IV. Fülöp legidősebb élő leányát, Mária Terézia infánsnőt feleségül adták a győztes XIV. Lajos francia királyhoz. Ez a következő évtizedekben újabb Spanyolország elleni francia háborúk jogalapját teremtette meg.

## Házasságai és gyermekei
Fülöp kétszer házasodott, gyermekei közül csak hárman érték meg a felnőttkort. Ezenkívül további hét, házasságon kívüli és törvénytelen gyermeke is született, közülük a legismertebb Juan José de Austria (1629. április 7. – 1679. szeptember 17.), aki egy madridi színésznővel, María Calderónnal folytatott viszonyából származott.
Első felesége a Capeting-ház Bourbon-ágából származó Erzsébet francia királyi hercegnő volt. Erzsébet királynéként már a nevének spanyol megfelelőjét használta, azaz Izabella. Ő maga Nagy Henrik francia király és Maria de’ Medici toscanai nagyhercegnő második, egyben legidősebb leánygyermeke volt. Házasságukra 1615. november 25-én Bordeaux-ban került sor. Kapcsolatukból összesen nyolc gyermek született, de csak egyikük, a legifjabb leány érte meg a felnőttkort. Gyermekeikː
- Mária Margaréta infánsnő (1621. augusztus 14. – 1621. augusztus 15.), pár naposan elhunyt.
- Margaréta Mária Katalin infánsnő (1623. november 25. – 1623. december 22.), gyermekként elhunyt.
- Mária Eugénia infánsnő (1625. november 21. – 1627. július 21.), fiatalon meghalt.
- Izabella Mária Terézia infánsnő (1627. október 31. – 1627. november 1.), pár napos korában elhunyt.
- Baltazár Károly infáns (1629. október 17. – 1646. március 9.) Asztúria hercege, örökös, fiatalon meghalt.
- Ferenc Ferdinánd infáns (1634. március 12.), születése napján meghalt.
- Mária Anna Antónia infánsnő (1636. január 17. – 1636. december 5.), fiatalon elhunyt.
- Mária Terézia infánsnő (1638. szeptember 10. – 1683. július 30.), XIV. Lajos francia király feleségeként francia királyné.

Első feleségének 1644. október 6-án bekövetkezett halála után négy évvel, 1649. október 7-én, negyvenéves korában, Fülöp Madridban feleségül vette unokahúgát, az akkor tizennégy éves Mária Anna osztrák főhercegnőt, III. Ferdinánd német-római császár, magyar király (unokatestvérének) és Mária Anna spanyol infánsnőnek (Fülöp testvérének) leánya volt, így mind apai, mind anyai részről közeli rokonságban álltak. Mária Annát eredetileg fiával, Baltazár Károly infánssal jegyezték el, ő azonban időközben meghalt. Fülöp és Mária Anna házasságból öt gyermek született:
- Margit Terézia infánsnő (1651. augusztus 12. – 1673. március 12.), megházasodott anyai nagybátyjával, I. Lipót német-római császárral
- Mária Ambrózia infánsnő (1655. december 7. – 1655. december 21.), gyermekként meghalt.
- Fülöp Proszperó infáns (1657. december 28. – 1661. november 1.), Asztúria hercege, trónörökös, fiatalon elhunyt.
- Ferdinánd Tamás Károly infáns (1658. december 23. – 1659. október 22.), gyermekként meghalt.
- Károly infáns (1661. november 6. – 1700. november 1.), apja örököseként spanyol király.

## Titulusai

### Címei
Asztúria hercege, 1608–1621
A Kasztíliai Korona országainak királya, mint IV. Fülöp: 1621. március 31. – 1665. szeptember 17.
- Kasztília, León, Granada, Toledo, Galícia, Sevilla, Cordoba, Murcia, Jaén, Algeciras, Gibraltár, a Kanári-szigetek, és az Újvilág királya
- Bizkaia ura

Az Aragóniai Korona országainak királya, mint III. Fülöp: 1621. március 31. – 1665. szeptember 17.
- Aragónia királya
- Nápoly és Szicília királya:
  - Nápoly és Jeruzsálem királya
  - Szicília királya, Athén és Neopatria hercege
- Valencia királya
- Mallorcai királya
- Szardínia és Korzika királya, Oristano őrgrófja, Goceano grófja
- Navarra királya
- Barcelona grófja

Portugália és Algarve királya, mint III. Fülöp: 1621. március 31. – 1640. december 1.
Császári és Habsburg patrimoniális címei:
- Milánó hercege, 1621. március 31. – 1665. szeptember 17.
- Osztrák főherceg
- Habsburg és Tirol fejedelmi grófja
- Sváb herceg

Burgundi címei:
- Spanyol–Németalföld kormányzója, 1605. április 8. – 1665. szeptember 17.
- Burgundi gróf, 1605. április 8. – 1665. szeptember 17.
- Burgundia hercege

### Címerei
|                                                  |                                                           |                                              |                                             |
| Fülöp nagycímere mint spanyol király (1621–1665) | Fülöp nagycímere mint kettős szicíliai király (1621–1665) | Fülöp címere mint milánói herceg (1621–1665) | Fülöp címere mint burgundi gróf (1605–1665) |

## Emlékezete
- Emlékét őrzi Móra Ferenc Királyok föld felett és föld alatt című elbeszélése (megjelent a Túl a Palánkon című kötetben).

## Galéria

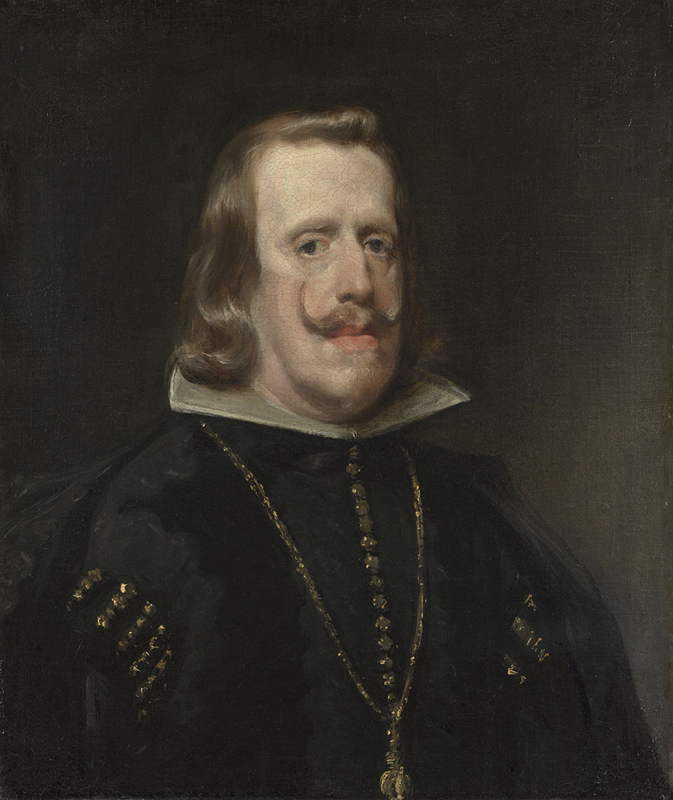
Velazquez: IV. Fülöp
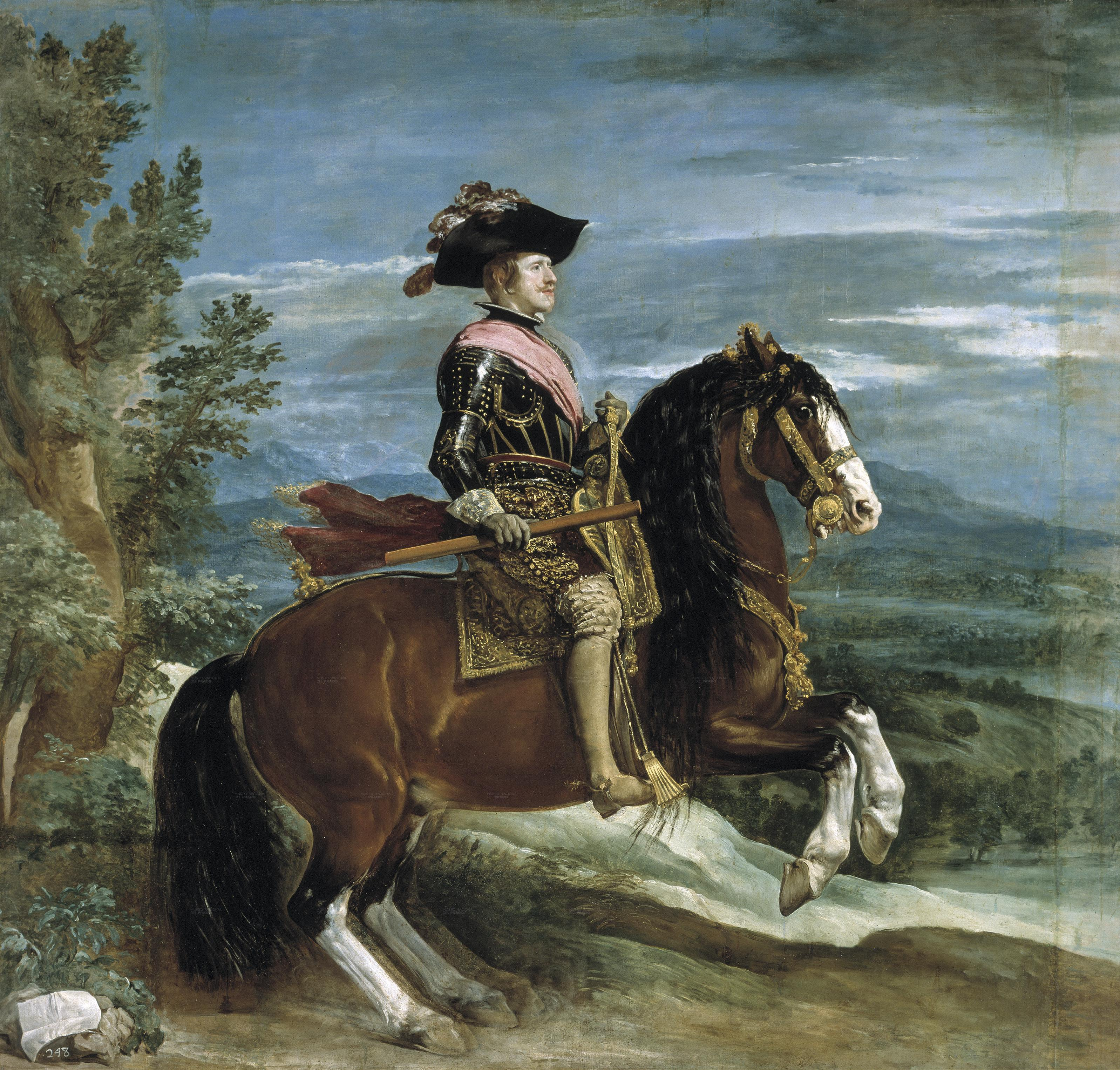
Velazquez: IV. Fülöp lovasportréja
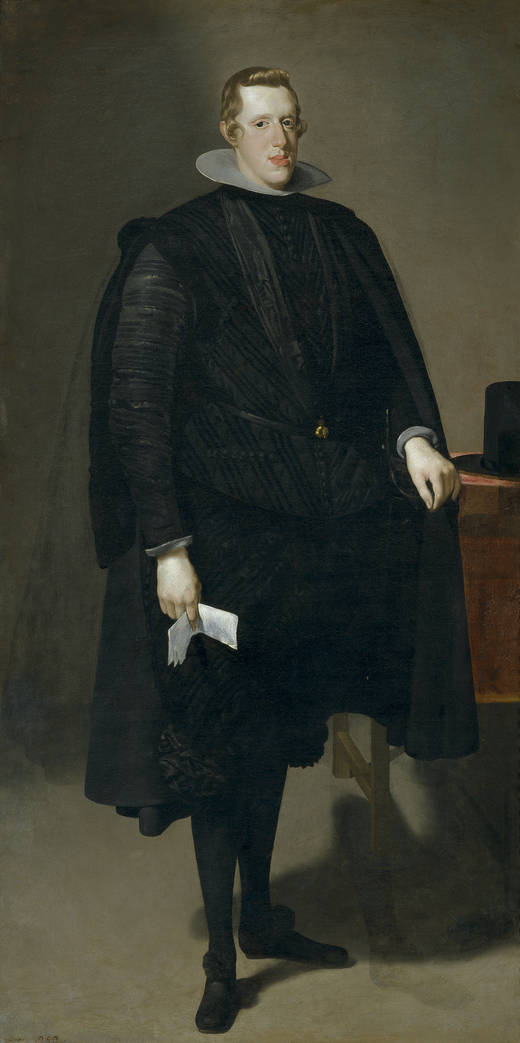
Velazquez: IV. Fülöp feketében
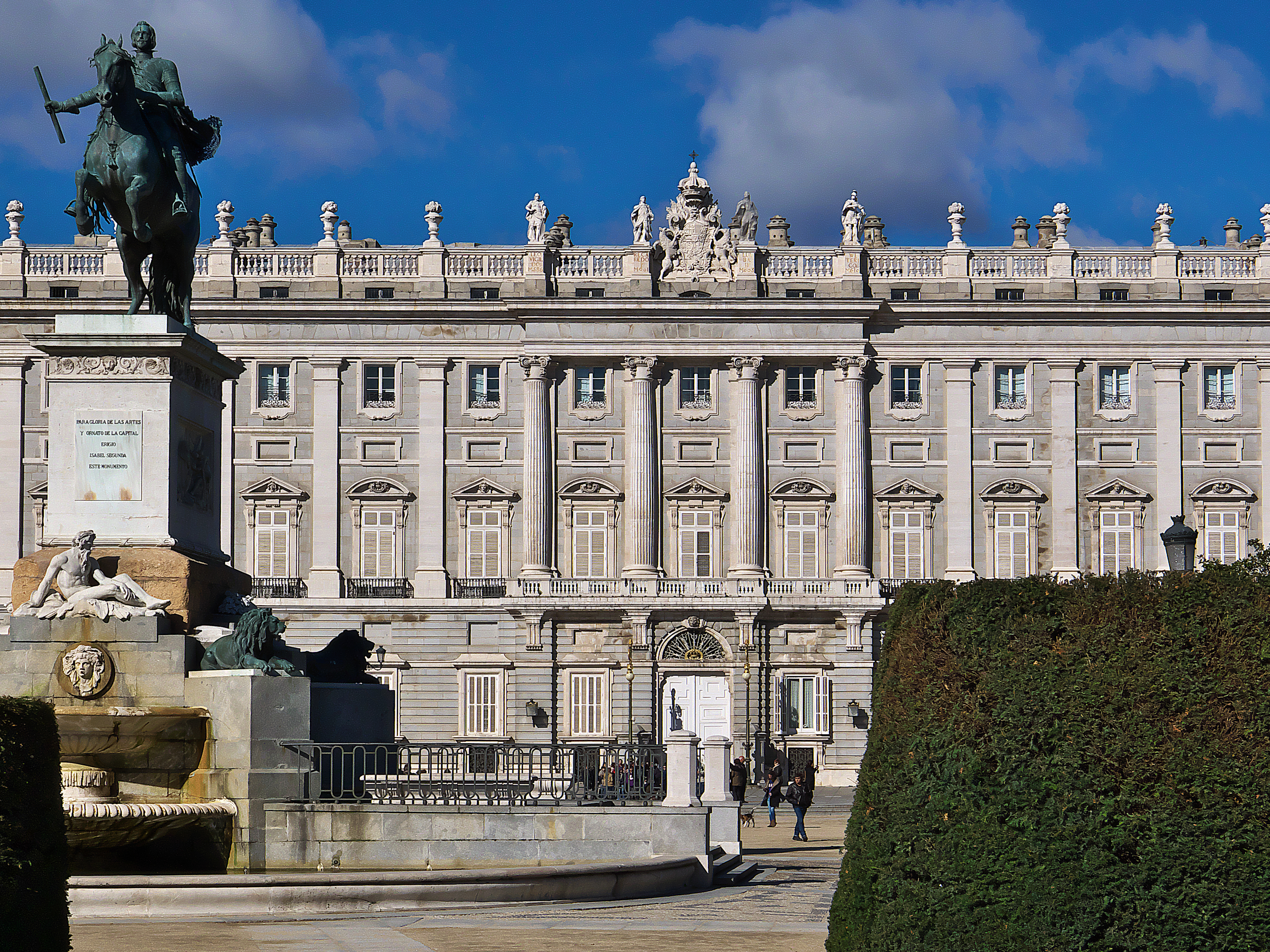
IV. Fülöp szobra a Palacio Real előtt
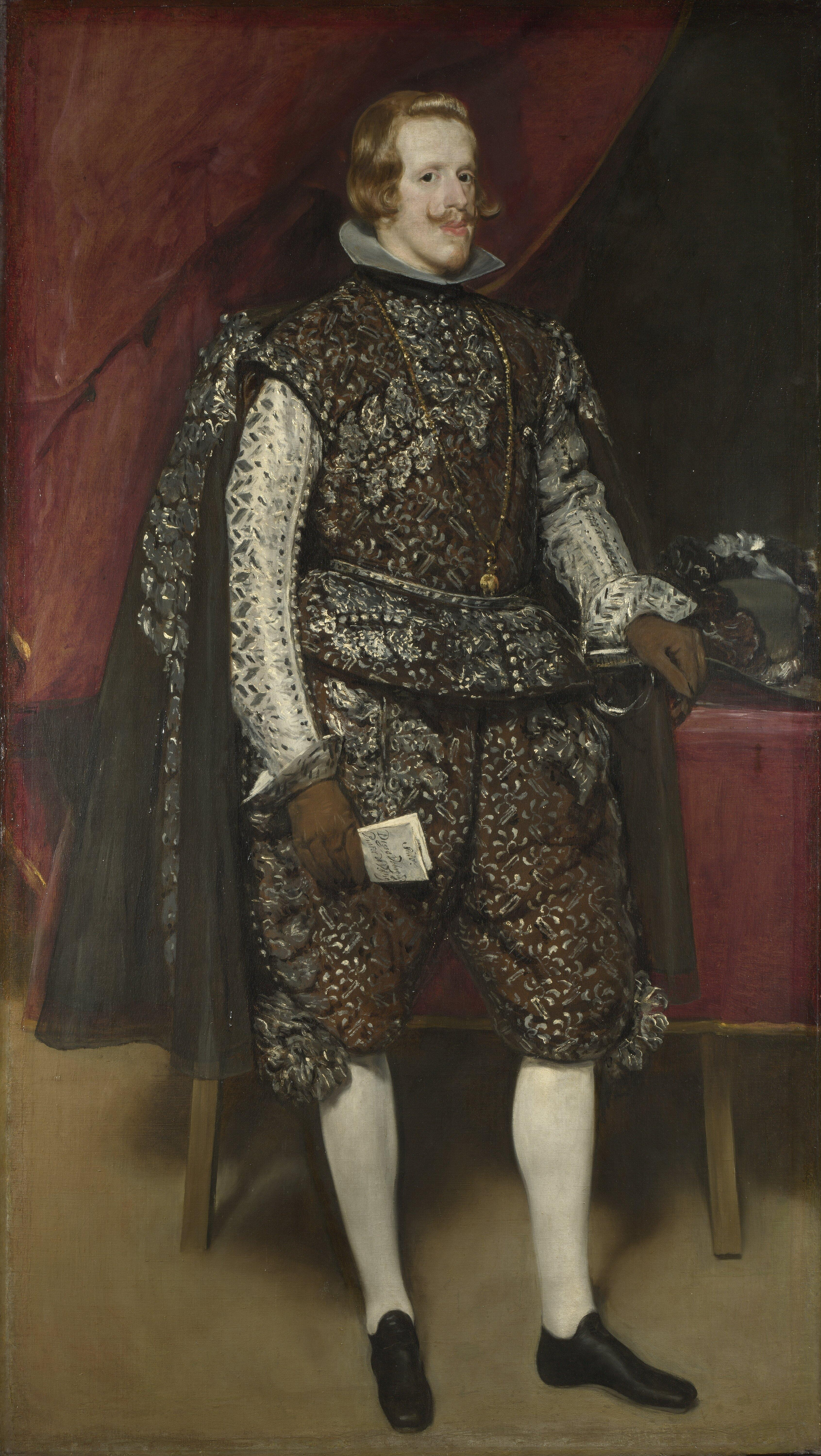
Velazquez: IV. Fülöp
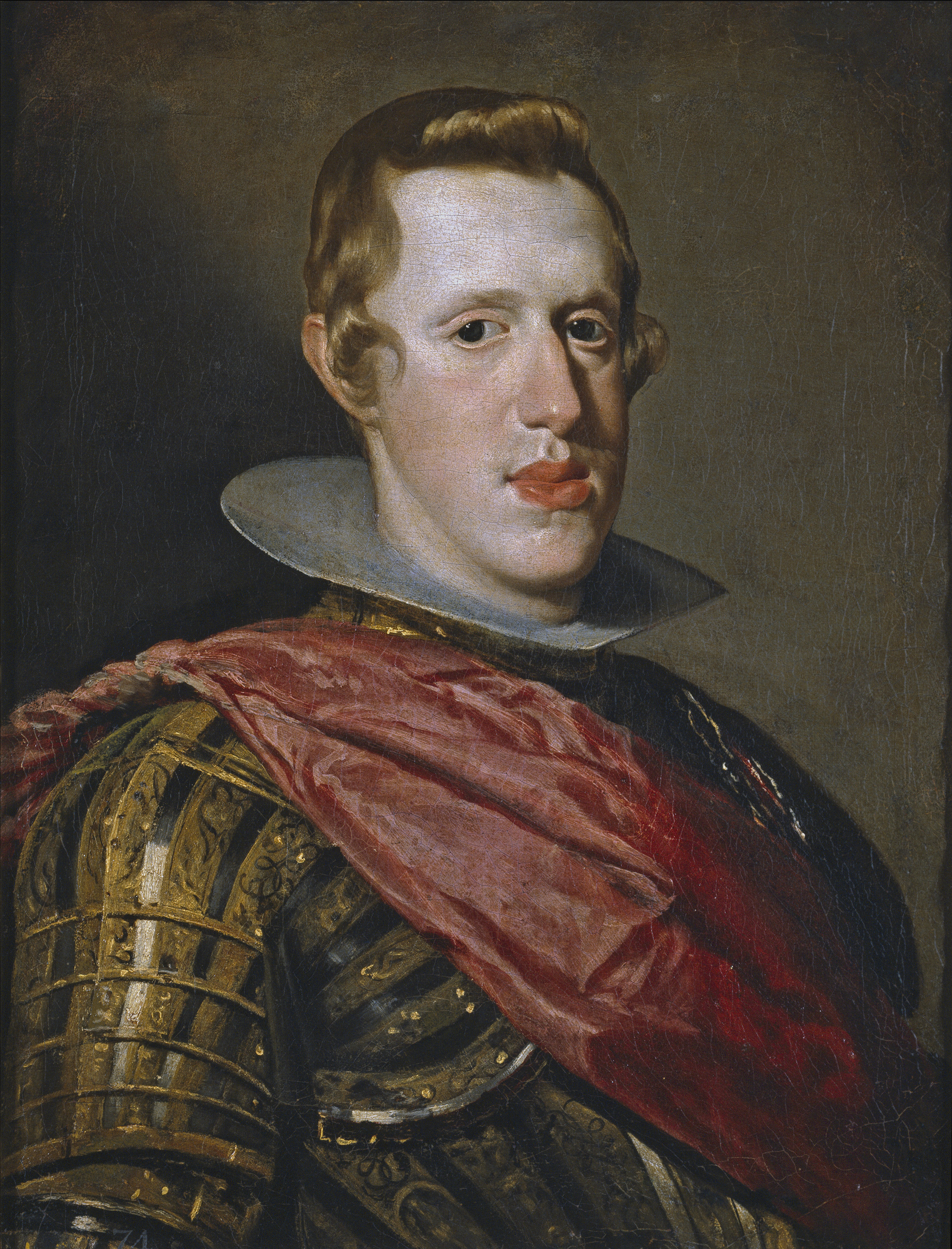
Velazquez: IV. Fülöp
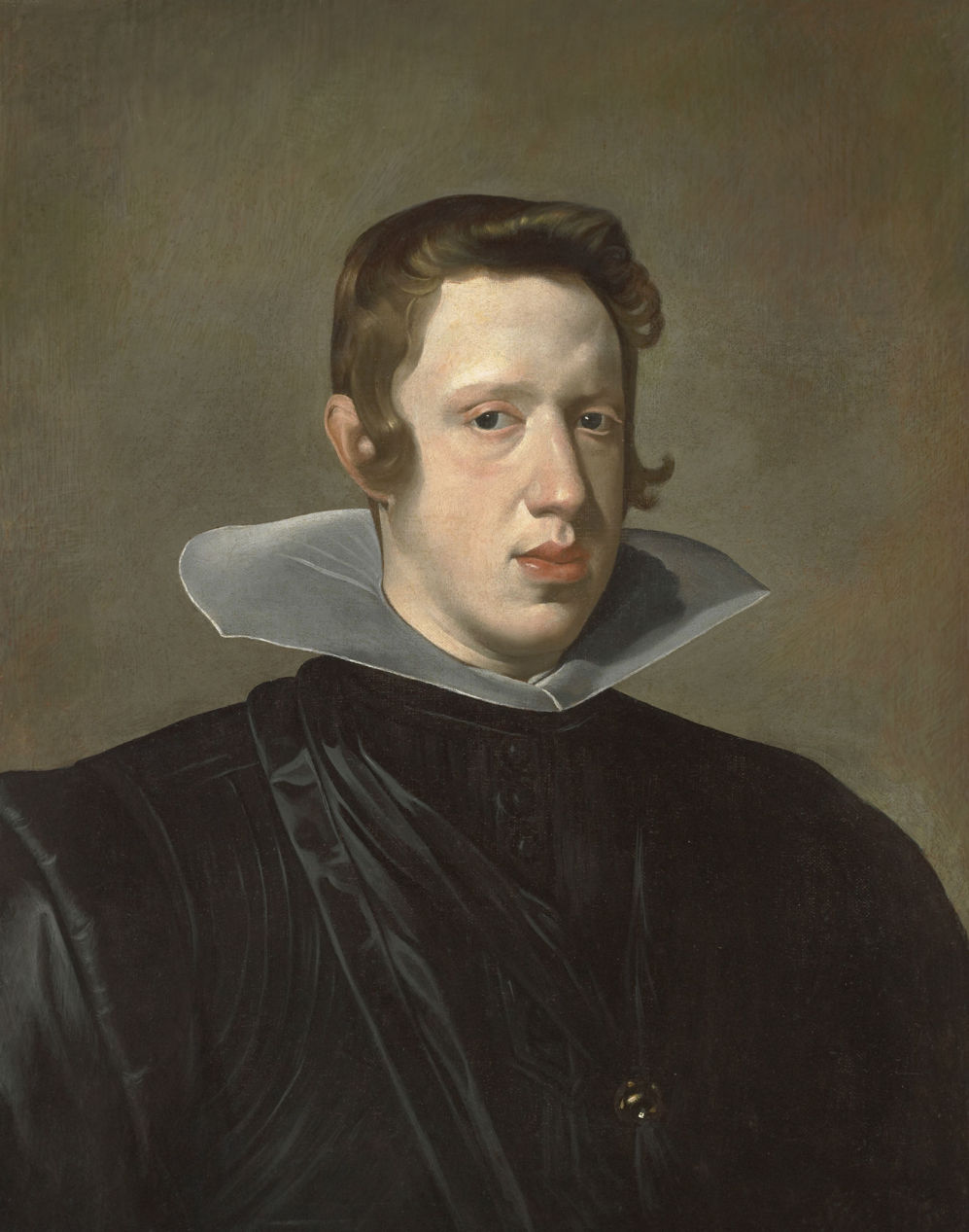
Velazquez: IV. Fülöp
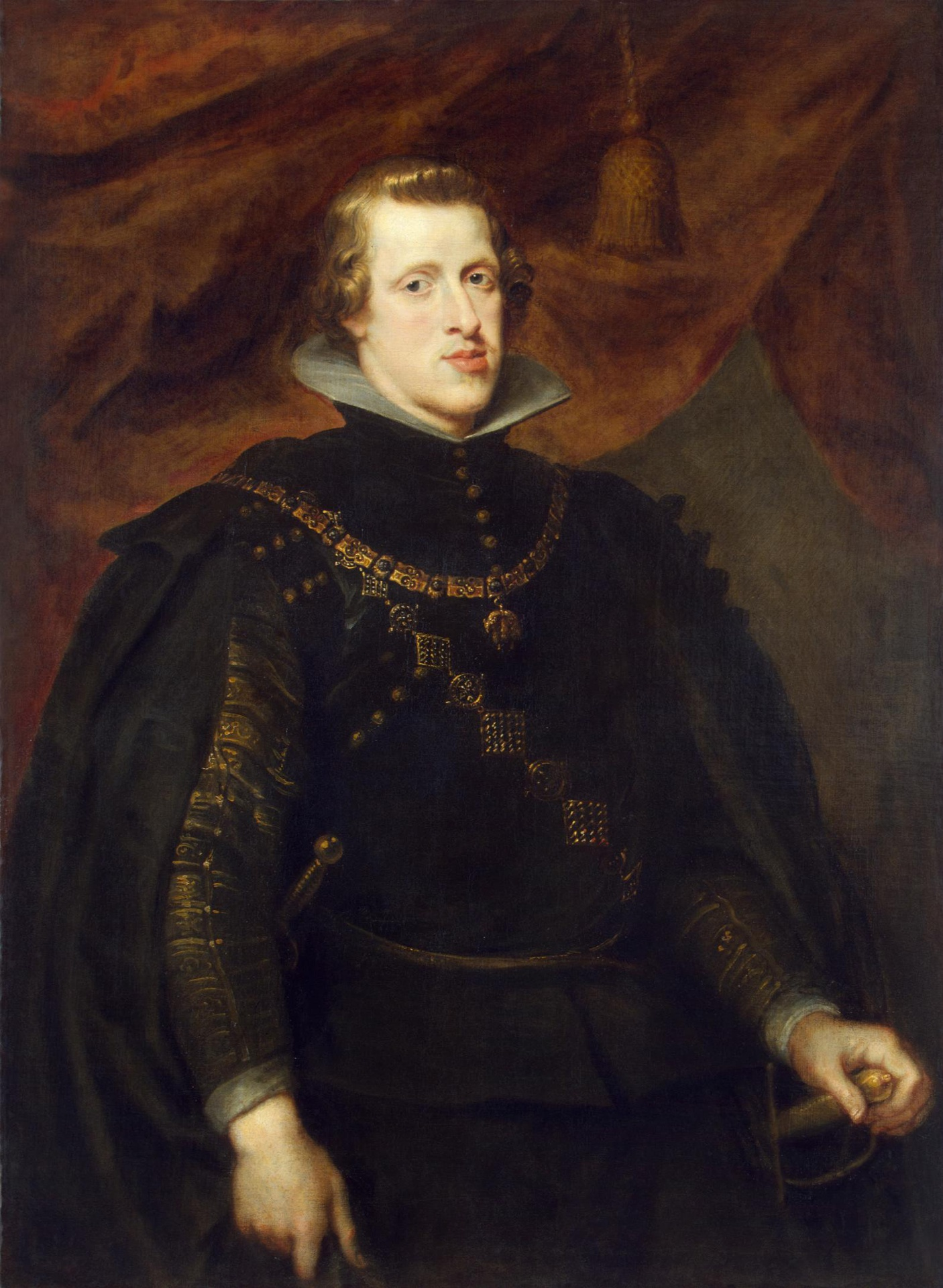
Rubens: IV. Fülöp
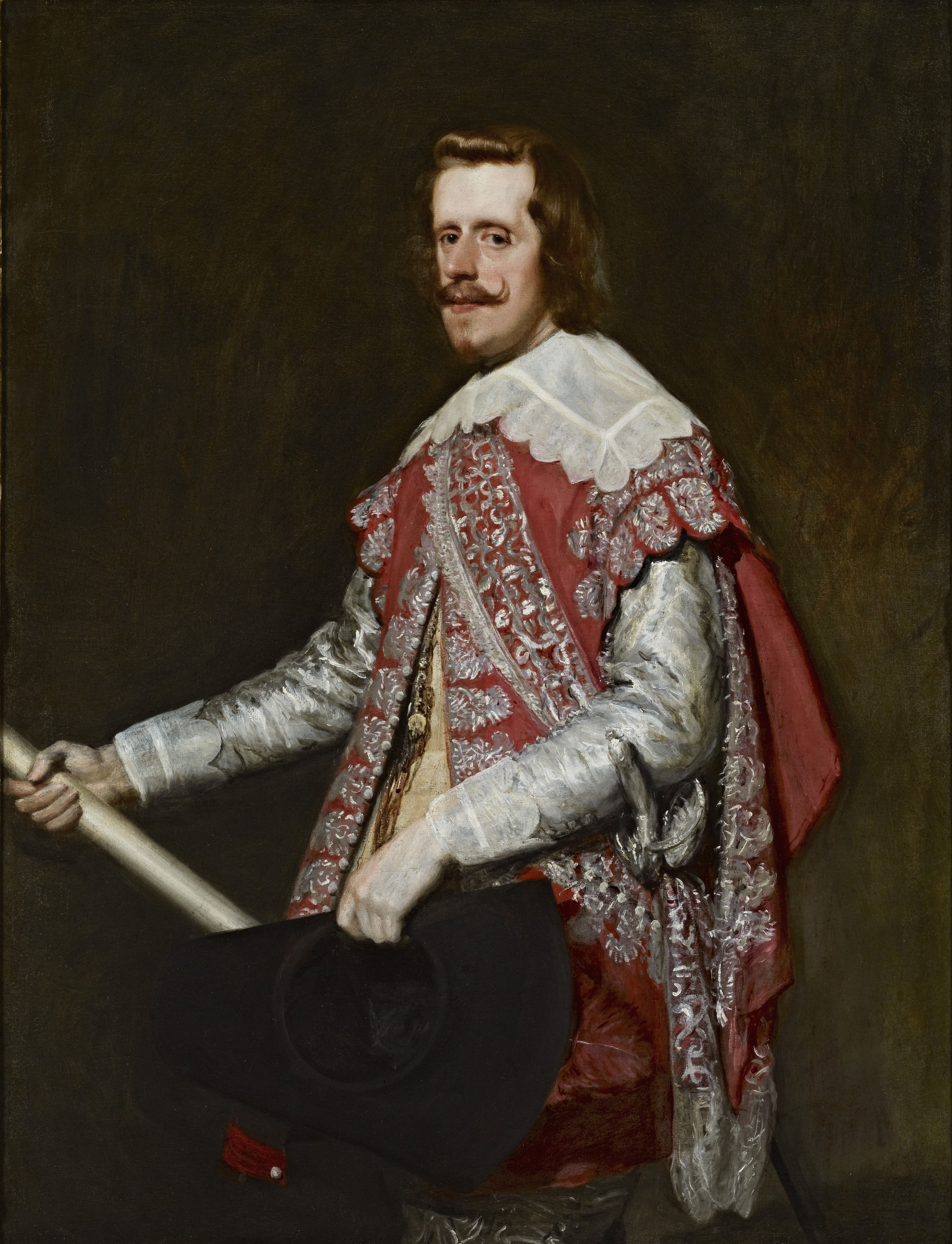
Velazquez: IV. Fülöp
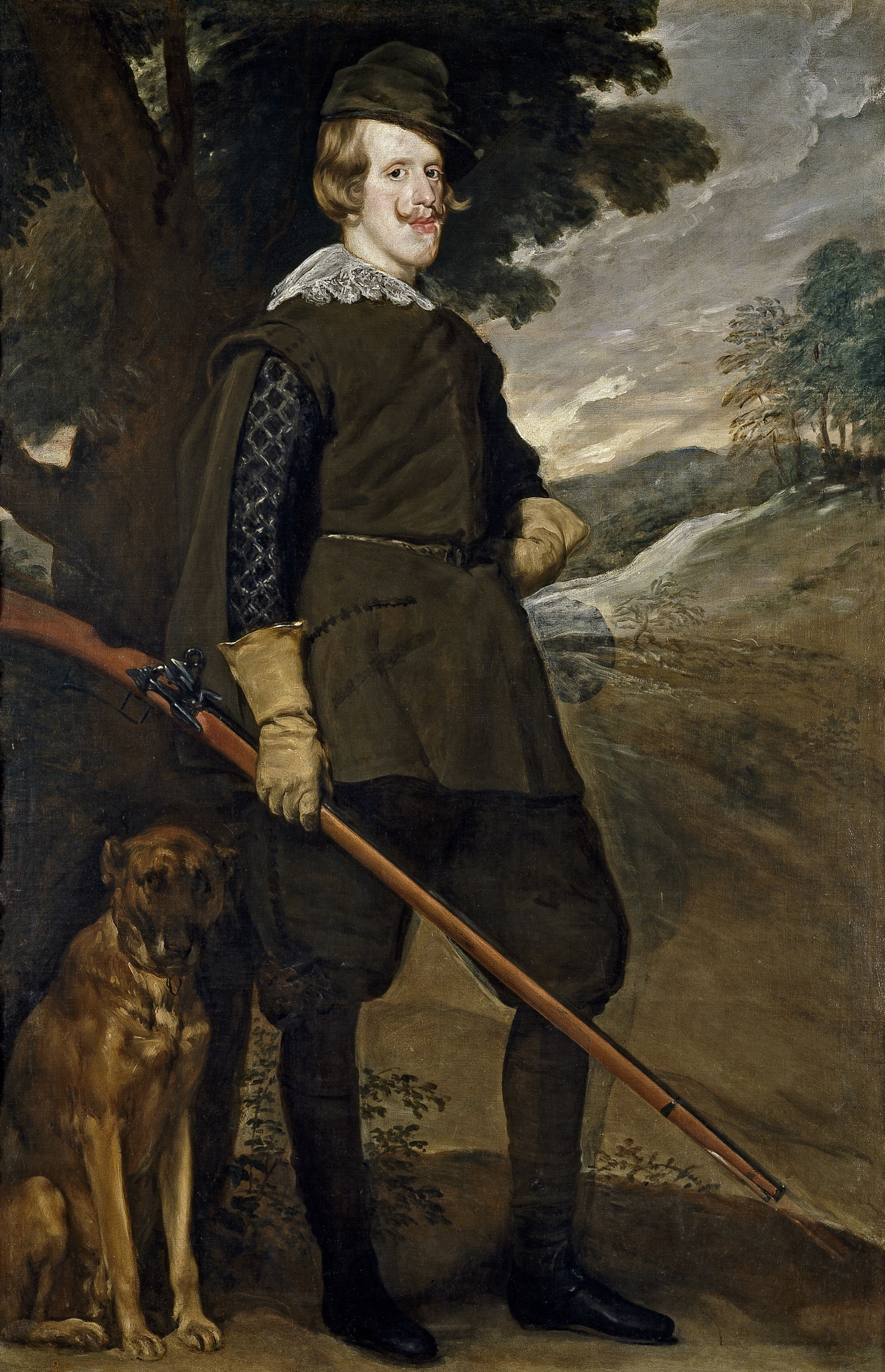
Velazquez: IV. Fülöp mint vadász
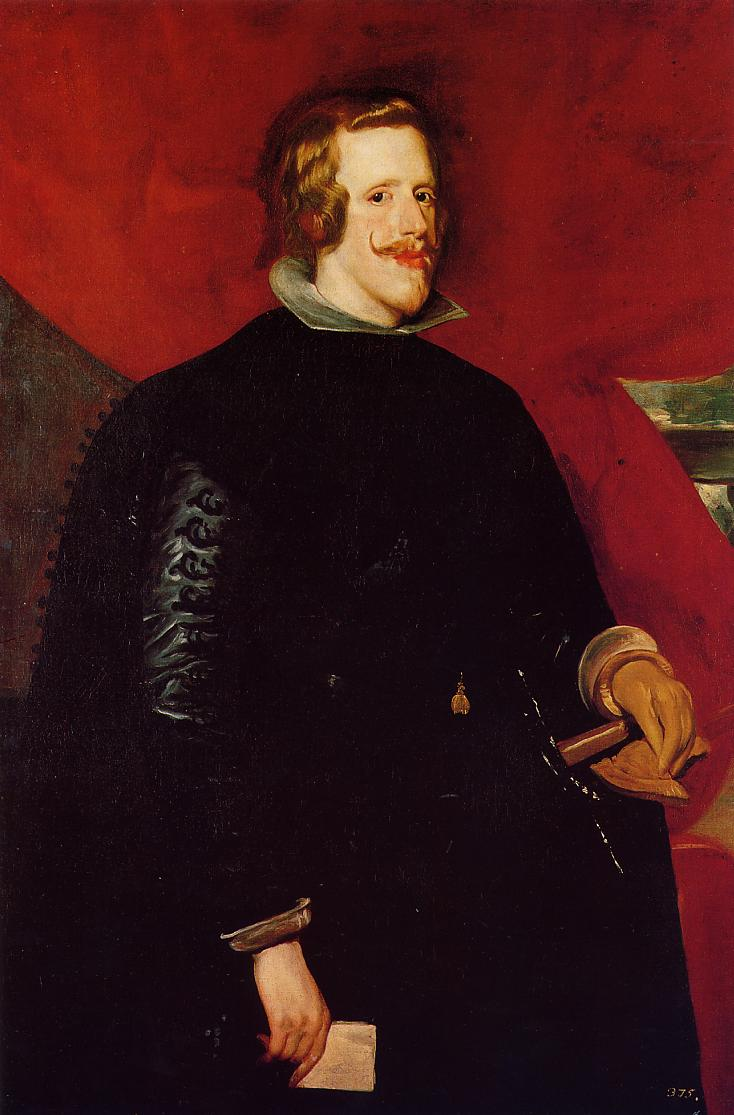
Velazquez: IV. Fülöp
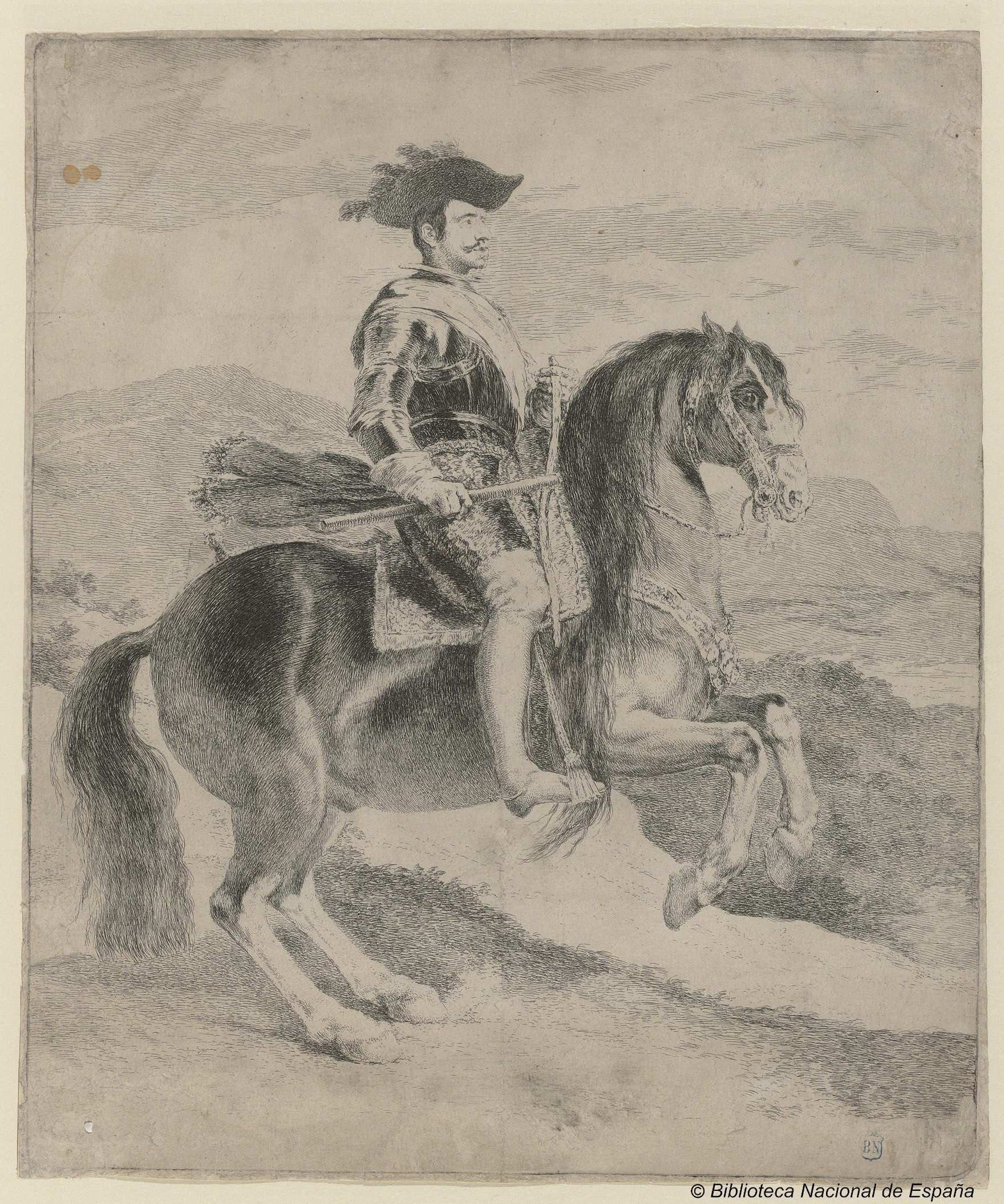
Goya: IV. Fülöp

## Fordítás
Ez a szócikk részben vagy egészben  a   Philip IV of Spain című angol Wikipédia-szócikk fordításán alapul.  Az eredeti cikk szerkesztőit annak laptörténete sorolja fel. Ez a jelzés csupán a megfogalmazás eredetét és a szerzői jogokat jelzi, nem szolgál a cikkben szereplő információk forrásmegjelöléseként.